# Carlo Gervasi
Carlo Gervasi (n. cca. 1957), interpretat de Arthur J. Nascarella, este un mafiot fictiv în seria televizată distribuită de HBO, Clanul Soprano. Înainte de a deveni informator pentru FBI, a fost „căpitan” în familia mafiotă Soprano.

## Crime comise de Carlo Gervasi
- Dominic "Fat Dom" Gamiello (2006)